# Љубомир Лотић
Љубомир Лотић (Велика Кикинда, 20. јул 1865 - Нови Сад, 6. септембар 1946) био је учитељ, писац и преводилац.

## Биографија
Љубомир Лотић рођен је у Великој Кикинди 1865. године. Отац му се звао Душан, мајка Ана (девојачко Ненадовић). Био је ожењен просветном радницом Даницом (девојачко Јорговић). Завршио је у Великој Кикинди основну школу и четири разреда гимназије. Учитељску школу завршио је у Сомбору. Био је учитељ у Карлову (Ново Милошево) и Великој Кикинди. Радио је као епархијски школски референт у Темишвару (1904—1908). У периоду од 1910-1914. године био је прво школски референт Бачке епархије у Новом Саду, а затим Будимске епархије. Он је учитељски позив схватао као непрекидну обавезу. Много је урадио на организацији српских школа у Угарској. Као јавни радник се успешно бавио организовањем земљорадничких задруга као и на економском подизању српског народа у Угарској.

### Први светски рат
Први светски рат га је затекао у Србији, са српском војском одлази у Албанију, а затим у Француску. У Француској радио је као просветни радник на одржавању веза са заробљеним и интернираним Србима.

### Период после рата
После рата најдуже је боравио у Новом Саду, где је и 1925. године пезионисан као школски референт.

### Књиге
- Одмор и доколица : како да будемо напреднији, имућнији и виђенији. Св. 1 / по Стевану Нађу и другима прерадио и за наше прилике удесио Љубомир Лотић. - У Новом Саду : Матица српска, 1889 (у Новом Саду : Штампарија браће М. Поповића). - 62, [1] стр. ; 18 cm. - (Књиге за народ / издаје Матица српска из Задужбине Петра Коњевића ; св. 23) 14710535
- Одмор и доколица : како да будемо напреднији, имућнији и виђенији. Св. 2 / по Стевану Нађу и другима прерадио и за наше прилике удесио Љубомир Лотић. - У Новом Саду : Матица српска, 1889 (у Новом Саду : Штампарија браће М. Поповића). - 72, [1] стр. ; 19 cm. - (Књиге за народ / издаје Матица српска из Задужбине Петра Коњевића ; св. 24) 14712327
- Одмор и доколица : ако да будемо напреднији, имућнији и виђенији. Св. 3 / по Стевану Нађу и другима прерадио и за наше прилике удесио Љубомир Лотић. - Новом Саду : издаје Матица српска, 1890 (у Новом Саду : Штампарија Браће М. Поповића). - 64, [1] стр. ; 18 cm. - (Књиге за народ / издаје Матица српска из Задужбине Петра Коњевића ; св. 25) 14715399
- Занати, занатлије и наш народ. Св. 1 / написао Љубомир Лотић. - У Новом Саду : Матица српска, 1901 (у Новом Саду : Штампарија Српске књижаре браће М. Поповића). - 135, [5] стр. ; 19 cm. - (Књиге за народ / издаје Матица српска из Задужбине Петра Коњевића ; св. 95). 11582471
- Занати, занатлије и наш народ. Св. 2 / написао Љубомир Лотић. - У Новом Саду : Матица српска, 1902 (у Новом Саду : Штампарија Српске књижаре браће М. Поповића). - 106, [2] стр. ; 19 cm. - (Књиге за народ / издаје Матица српска из Задужбине Петра Коњевића ; св. 98.) 11582983
- Народној скупштини Краљевине Југославије / [Љубомир Лотић]. - Нови Сад : [б. и.], 1937. - [6] стр. ; 29 cm. - Ауторово име на крају текста. 32803591
- Најбрже и добро научити стран језик : метода Љубомира Лотића. - Београд : [б. и., б. г.] (Београд : "Туцовић"). - 30 стр. ; 20 cm. - (Општа библиотека ; 1) 124180487
- Прилози о економском стању у Угарској и у нашем народу / написао Љубомир Лотић. - У Новом Саду : издање Матице српске, 1908 (Нови Сад : Штампарија Српске књижаре браће М. Поповића). - 154 стр. ; 24 cm. - (Књиге Матице српске ; бр. 23). - "Награђено и штампано из задужбине Јована Остојића и жене му Терезије" --> насл. стр. - Напомене и библиографске референце уз текст. 13639175
- Наша народна просвета задаће јој и потребе / написао и 1910. год. сазватом Срп. Народно-Црквеном Сабору приказује Љубомир Лотић. - Нови Сад : издање Матице српске, 1910 (у Новом Саду : Књижара и штампарија учитељског д. д. "Натошевић"). - 103 стр. ; 24 cm. - (Књиге Матице српске ; бр. 42) 13651207
- О погодбама на напредак нашег трговачкога сталежа / Љубомир Лотић. - Нови Сад : [Новосадска трговачка омладина], 1912 (Нови Сад : Штампарија Деоничарског друштва Браника) 154246156
- Љубомир Стефановић : трговац новосадски / написао Љубомир Лотић. - У Новом Саду : Српска задружна штампарија, 1913. 132500999
- Српска читанка : за IV разред основних школа / саставили Љубомир Лотић и Душан Ружић. - Срем. Карловци : Српска манастирска штампарија, 1916. - 124, IV стр. : илустр. ; 23 cm. 61571847
- Српски буквар : за основне школе / саставили Веселин Ђисаловић, Љубомир Лотић. - 2. изд. / прерадио Веселин Ђисаловић. - Сремски Карловци : Српска манастирска штампарија, 1919 ([Б. м. : б. и.]). - 70 стр. : илустр. ; 23 cm. 139712007
- Bukvar za bunjevačke i šokačke osnovne škole i za nepismene / Ljubomir Lotić ; slike crtao Daka Popović. - Subotica : Lipšic i Lampel, [1919] (Subotica : E. Fišer). - 77 str. : ilustr. ; 22 cm. 40547079
- Буквар : за основне школе и неписмене / написао Љубомир Лотић. - Сремски Карловци : Српска манастирска штампарија, 1920. - 72 стр. : илустр. ; 24 cm. 96675847
- Читанка : за II разред основних школа / [приредио] Љубомир Лотић. - Суботица : Липшиц и Лампел, 1920 ([б. м. : б. и.]). - 153 стр. : илустр. ; 20 cm. 41596167
- О Матици српској : 1826.-1926. : са 7 слика / написао Љубомир Лотић. - Нови Сад : Матица српска, 1925 (Нови Сад : "Натошевић"). - VIII, 80 стр. : илустр. ; 21 cm. - (Књиге за народ / Матица српска ; св. 156). 6787335
- Култура и етика у Матици српској : (од 1919. до 1929) / написао Љубомир Лотић. - Нови Сад : Матица српска, 1929 (Нови Сад : Д. Чампраг и друг). - 28 стр. ; 21 cm. - (Библиотека "Садашњост" ; св. 1) 124247559
- О добротвору, његовим родитељима и о задужбини / по добивеним подацима написао Љубомир Лотић. - Нови Сад : Матица српска, [193-?] (Нови Сад : Јовановић и Богданов). - 7 стр. : илустр. ; 23 cm. - (Издања Задужбине Николића-Гаћанова, народног добротвора / Матица српска, Нови Сад ; св. 1). - Слика Т. Николића-Гаћанова. 243101191
- Освећење школске зграде у Бати у Будимској епархији : (прва од 14 школских зграда, подигнутих 1912/13. г. у Будимској епархији нар. прилозима.) / Љубомир Лотић. - Нови Сад : [б. и.], [б. г.] (Нови Сад : Браник). - 19 стр. ; 19 cm. 40485127
- Мала споменица великој души : Даница Лотић, рођ. Јорговић, заслужна национална радница и нар. добротворка / написао Љубомир Лотић. - Нови Сад : Штампарија браћа Грујић, 1936. - 46 стр. : илустр. ; 23 cm. 35871239
- Одликован, а одузета му стечена I. чиновничка категорија / написао Љубомир Лотић. - Нови Сад : Штампарија Браће Грујић, [1937?]. - [8] стр. ; 29 cm. 26495239

### Чланци

#### Женски свет
- Велика мисао / Љубомир Лотић. - У: Женски свет. - ISSN 2217-6667. - Год. 3, бр. 11 (1888), стр. 325-328. 523534996
- У самоћи --- : (приказано српкињама) / Љубомир Лотић. - У: Женски свет. - ISSN 2217-6667. - Год. 3, бр. 3 (1888), стр. 65-68. 523505300
- У спомен Војиславу Ј. Илићу / Љубомир Лотић. - У: Женски свет. - ISSN 2217-6667. - Год. 9, бр. 3 (1894), стр. 33-34. 524745108
- Женскиње и просвета / Љуб. [Љубомир] Лотић. - У: Женски свет. - ISSN 2217-6667. - Год. 12, бр. 3 (1897), стр. 33-35. 525958804

#### Садашњост
- Добри и неваљали синови : слика из народног живота : за поуку српским родитељима / написао Љубомир Лотић. - У Вел.-Кикинди : Накладна штампарија, 1889. - 58 стр. ; 17 cm. - П.о.: "Садашњост". 25972231

#### Бранково коло
- О оцу Бранкову - Тодору Радичевићу / Љубомир Лотић. - Сремски Карловци : [б. и.], 1909 (Сремски Карловци : М. Јанковић). - 84 стр. ; 21 cm. - П. о.: Бранково коло. 40549895

#### Летопис Матице српске
- О исељавању нашега народа у Америку / од Љубомира Лотића. - У: Летопис Матице српске. - ISSN 0025-5939. - 87, 290, 6 (1912), стр. 1-17. 153671687
- О уређењу учитељских плата у Угарској / Љубомир Лотић. - У: Летопис Матице српске. - ISSN 0025-5939. - 88, 294, 4 (1913), стр. 80-87. 153629191
- Из успомена на Змаја / Љубомир Лотић. - У: Летопис Матице српске. - ISSN 0025-5939. - Год. 107, књ. 338, св. 1/3 (1933), стр. 238-241. 151538439

#### Матица српска
- Добротвори Матице српске и њихове задужбине / Љубомир Лотић. - У: Матица српска. - Нови Сад : Издање Матице српске, 1927. - стр. 545-611. 187784455

### Преводи и прерада
- Добротворно женско друштво : шалива игра у три чина / А. Берцик ; прерадио Љубомир Лотић. - Кикинда : Накладна штампарија, 1889. - 104 стр. ; 15 cm. 24230919
- Женска влада : весела игра у три чина / написао Е. Сиглигетија ; с мађарског превео Љубомир Лотић. - В.-Кикинда : Накладна штампарија, 1889. - [38] листова ; 22 X 31 cm. - (Позоришна библиотека ; св. 7). 20822023

## Галерија
- Посестрима, насловна страница часописа из 1890. године
- Издање Српског великокикиндског илустрованог календара за 1896. годину
- Женски свет, насловна страница из 1887. године
- О оцу Бранкову - Тодору Радичевићу (Сремски Карловци, 1909)